# هیردی نورالدین
هیردی نور الدین (عربی: هیردی نور الدین؛ زادهٔ ۲۴ ژانویهٔ ۱۹۹۲) یک بازیکن فوتبال اهل عراق است.
از باشگاه‌هایی که در آن بازی کرده‌است می‌توان به اربیل، الزورا اشاره کرد.
وی همچنین در تیم ملی فوتبال عراق بازی کرده است.